# 1. hrvatski gardijski zbor
1. hrvatski gardijski zbor (kratica: 1. HGZ) bio je počasna i zaštitna postrojba Oružanih snaga Republike Hrvatske zadužena za izvršavanje protokolarnih zadataka za potrebe državnog vrha do 2000. godine. Pripadnici postrojbe skrbili su za sigurnost predsjednika Republike. Uz to je služila kao straža ispred nekih državnih institucija (Sabora, Ureda Predsjednika, Vlade RH). Postrojba je bila smještena u Zagrebu. Vojnici ove postrojbe su bili prepoznatljivi po povijesnim hrvatskim vojnim odorama, te postali turistička atrakcija Gornjeg grada u Zagrebu.

## Zapovjedništvo i pravni status
Osnovana je temeljem Zakona o obrani po Zapovijedi predsjednika Republike o ustroju 1. hrvatskog gardijskog zbora broj PA7-5/1-94. od 25. veljače 1994. godine. Za zapovjednika imenovan je general-pukovnik Mile Ćuk. Zapovjednik 1. hrvatskog gardijskog zbora odgovarao je izravno i isključivo predsjedniku Republike Hrvatske ili, po dobivenom ovlaštenju, za poslove sigurnosti predstojniku Ureda za nacionalnu sigurnost te za ceremonijalne poslove predstojniku Ureda predsjednika Republike. 
Dužnost zamjenika zapovjednika obnašao je general-bojnik Zvonimir Skender.

## Ustroj 1. HGZ-a
Zapovjedništo gardijskog zbora nalazila se u zasebnoj zapovjednoj zgradi uz ulicu Pantovčak, a bila je smještena unutar areala Predsjedničkih dvora. Gardijski zbor u svojem sastavu činile su četiri bojne te 1. hrvatski gardijski zdrug kao zasebna elitna borbena postrojba. Ona je bila smještena u vojarni Rakitje u općini Sveta Nedjelja pokraj Zagreba, dok su četiri bojne imali svoju bazu u vojarni Tuškanac na Gornjem Gradu u Zagrebu. 
Četiri bojne činile su:
- 1. gardijska počasna bojna:[4] počasna postrojba za protokolarne zadatke u povijesnim odorama, 
zapovjednik: brigadir Jozo Miličević
- 2. gardijska posadna bojna[5] zaštitna postrojba (tzv. 2. prsten) u vojnim odorama
- 3. gardijsko-mornaričko počasno posadna bojna[6] počasno-zaštitna postrojba sa sjedištem na Brijunima
- 4. gardijska bojna posebne namjene[7] tjelesno osiguranje (tzv. 1 prsten), nisu nosili odore nego odijela, te počasni vod motociklista.[8]

Unutar sastava Zbora, a za potrebe Sinjske Alke bio je ustrojen 4. konjički vod sa sjedištem u Sinju.
Gardijski zbor imao je i vlastitu postrojbu Vojne policije.
Pripadnici Gardijskog zbora nosili su zelene vojne odore i crvene beretke.
U sastavu počasne bojne 1. HGZ. od 5. rujna 1998. godine bilo je i 19 povijesnih postrojbi koje su u Gakovu (na Bilogori) dali prisegu i primili zastavu 1. Hrvatskog gardijskog zbora. Bili su pozivane na veća državna, odnosno vojna događanja, kao što su dolazak pape u Republiku Hrvatsku, vojni mimohod na Jarunu u Zagrebu, 2. svjetske vojne igre u Zagrebu i drugo.

## Vojni poligoni 1. HGZ-a
1. HGZ upravljao je vojne poligone u Gakovu i Kukavici oba u blizini Grubišnog Polja i održao tri športske igre "Bilogorske jeseni" 1997., 1998. i 1999. s ciljem testiranja ukupne bojne osposobljenosti kroz tjelesne, psihičke, uvježbovne i organizacijske sposobnosti.

## Ukidanje i stvaranje počasno-zaštitne bojne
2000. godine postrojba je ukinuta, a umjesto nje za potrebe diplomatskog protokola ustrojena je Počasno-zaštitna bojna.